# Princezna a bojovník
Princezna a bojovník (německy Der Krieger und die Kaiserin) je německý film režiséra Toma Tykwera z roku 2000 s Frankou Potente, hvězdou jeho předchozího filmu Lola běží o život.

## Obsazení
| Franka Potente          | Simone (Sissi) Schmidt |
| Benno Fürmann           | Bodo Riemer            |
| Joachim Król            | Walter Riemer          |
| Lars Rudolph            | Steini                 |
| Melchior Beslon         | Otto                   |
| Ludger Pistor           | Werner                 |
| Christa Fastová         | Sigrun Molkeová        |
| Susanne Bredehöftová    | Zewi                   |
| Gottfried Breitfuss     | Paul                   |
| Steffen Schult          | Bruno                  |
| Rolf Dennemann          | Dieter                 |
| Ali Nejat-Nouei         | Ali                    |
| Sybille J. Schedwillová | Maria                  |
| Peter Ender             | Thomas                 |
| Friederike Frerichsová  | Corinna                |
| Stefanie Mühlhanová     | Andrea                 |
| Irma Schmittová         | Sandra                 |
| Max Urlacher            | Holger                 |
| Thomas Gimbel           | Markus                 |
| Alexander Wipprecht     | Martin                 |
| Jan André Zinnschlag    | Stefan                 |

## Děj
Děj sleduje Sissi, zdravotní sestru na psychiatrické klinice, jejíž životní rutina se naprosto změní po dopravní nehodě, při níž nejen málem přijde o život, ale potká mladíka Boda, který jí zachrání život.